# Пасифик (град)
Вижте пояснителната страница за други значения на Пасифик.
Пасифик (на английски: Pacific) е град в окръг Кинг, щата Вашингтон, САЩ. Пасифик е с население от 5527 жители (2000) и обща площ от 6,6 km². Намира се на 24 m надморска височина. ЗИП кодът му е 98047, а телефонният му код е 253.